# Altes Rathaus (Dürrenzimmern)

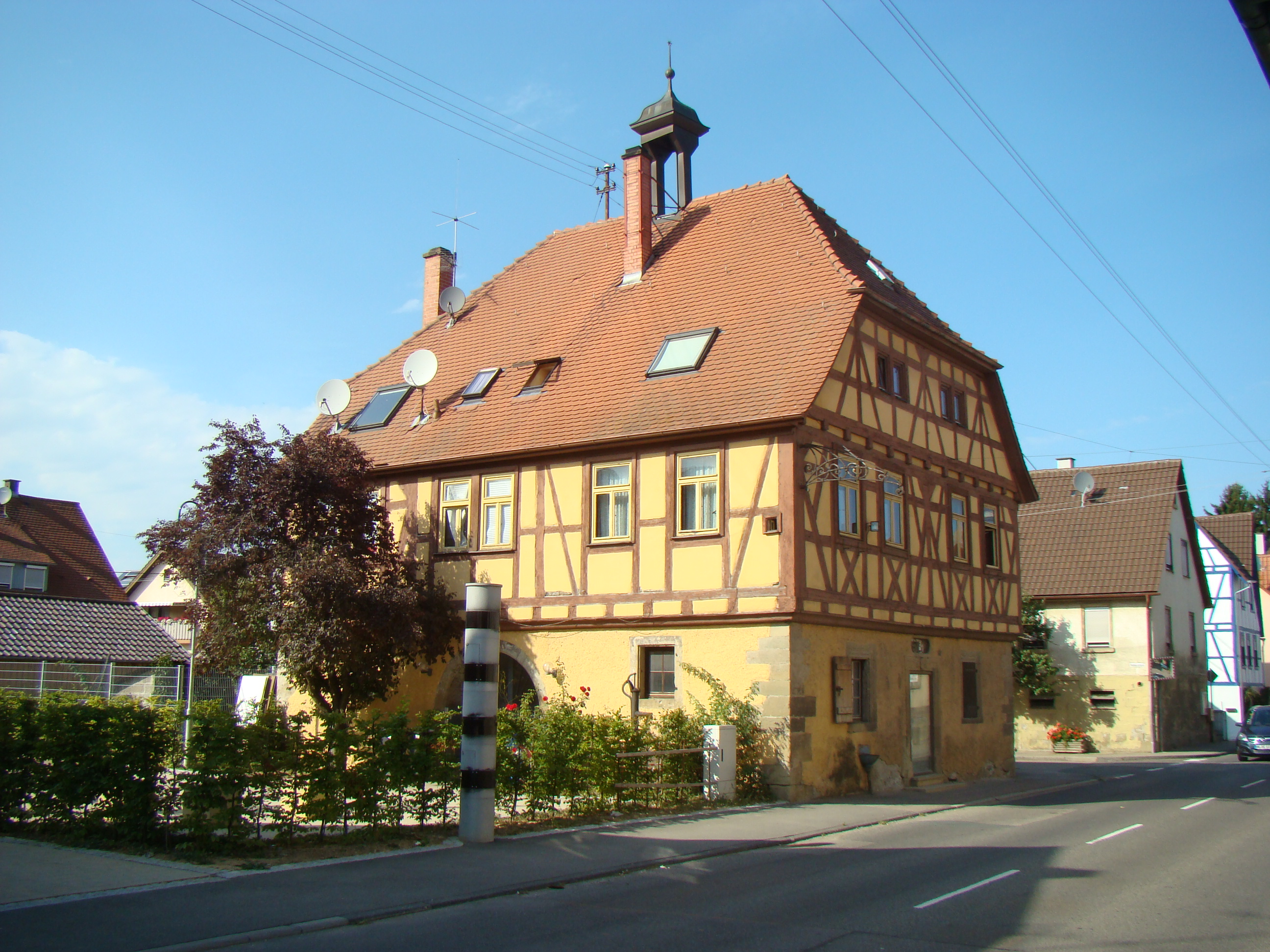
Altes Rathaus in Dürrenzimmern

Das Alte Rathaus in Dürrenzimmern, einem Stadtteil von Brackenheim im Landkreis Heilbronn in Baden-Württemberg, wurde 1732 errichtet.
Das Gebäude wurde als Fachwerkhaus auf Steinsockel errichtet und weist im Untergeschoss noch eine einstige Markthalle mit Rundbogentoren auf. Über dem Portal ist das Gebäude auf 1732 datiert, über der Jahreszahl ist ein Beil zu sehen, das auch im Wappen Dürrenzimmerns erscheint. 
Nach dem Umzug der Amtsräume in das Obergeschoss des Schulhauses 1969 und letztlich nach der Eingemeindung Dürrenzimmerns nach Brackenheim 1971 verlor das Rathaus seine Funktion und wurde an Privatleute veräußert, die das Gebäude saniert haben und darin einen Antiquitätenhandel betrieben. Das erneut stark sanierungsbedürftige Gebäude wird inzwischen zu Wohnzwecken genutzt.